# Profesija
Profesija predstavlja tisti poklic, ki je dosegel svoje mesto in status v družbeni delitvi dela. Strokovnjaki soglašajo, da so temeljni kriteriji za status profesije: teoretsko znanje, predpisano izobraževanje, preverjanje in potrjevanje usposobljenosti s strani države, nadzor nad profesijo s pooblastili za ukrepanje.  
Pripadniki neke profesije obvladujejo visoko zahtevna znanja in izkušnje, se redno in dolgo usposabljajo. Naročniki sprejemajo njihovo ekpertizo in storitve kot nevprašljive. Oblikujejo profesionalno organizacijo, ki nadzoruje vstop v poklic in izvaja profesionalni nadzor nad stroko.  Delovanje pripadnikov profesije zaznamujejo profesionalna kultura, strokovni jezik in  profesionalna etika. Položaj profesije uravnava država.
Zdravnik, odvetnik in duhovnik veljajo za tradicionalne predstavnike zrelih in uveljavljenih profesij. Po vzorih razvoja profesij zdravnika in odvetnika so se zgledovali mnogi poklici. 
Večina današnjih poklicev izkazuje mnoge značilnosti zrelih profesij, a statusa profesije še niso dosegle. Poklici se na določeni stopnji razvoja podajo na pot za dosego profesionalne identifikacije, a uspe le redkim. Profesionalizacija pa se ne zgodi od sebe, zanjo sta potrebni samozavedanje in samo-organizacija poklica.